# Can Savoia (Espinelves)
Can Savoia és una masia d'Espinelves (Osona) inclosa a l'Inventari del Patrimoni Arquitectònic de Catalunya.

## Descripció
Edifici civil. Masia de planta rectangular (8 x 4 m), coberta a dues vessants i amb el carener perpendicular a la façana, situada a migdia. Consta de planta baixa i un pis. La façana presenta un portal tapiat que demostra una reforma i un altre portal rectangular de pedra i amb llinda datada. Al primer pis hi ha dues finestres de diferent tipologia que confirmen la reforma, tant per l'aparell constructiu com per l'absència de ràfec en el sector. A llevant, tramuntana i ponent les bardisses cobreixen els murs, amb poques obertures. A llevant s'hi adossa un cobert de planta rectangular.
Està envoltada per feixes amb paret seca.
Malgrat la solidesa constructiva de l'edifici, es troba abandonada.

## Història
Masia situada al veïnat de França, en el sector nord-est del municipi i prop del nucli.
Segons conta a la llinda del portal, fou construïda al segle xviii (1791), moment d'expansió del municipi, quan es formaren els veïnats de la Creu i de França.